# Argina perforata
Argina perforata là một loài bướm đêm thuộc phân họ Arctiinae, họ Erebidae.